# Store Tuborg
Store Tuborg (oprindeligt Thuesborg) var et landsted på Strandvejen 123 i Hellerup. Det har givet navn til både bryggeriet Tuborg og Tuborgvej. Den oprindelige bygning blev revet ned i 1966.
Landstedet blev opført ca. 1690 af brygger Jonas Nielsen Thue. 1795 blev Store og Lille Tuborg købt af apoteker J.A. Mühlensteth (en), som beboede Store Tuborg til 1801. I 1834 grundlagde mekanikeren og opfinderen J.P. Langgaard en ortopædisk anstalt på Store Tuborg, som F.V. Mansa var leder af indtil 1845.
Fra 1867 til sin død 1872 boede N.F.S. Grundtvig på Store Tuborg. På Grundtvigs tid var ejendommen i to etager, havde et blåglaseret tegltag og på den nordre side en bred glasveranda, som var opført som gave til digterpræsten. Niels Lindberg boede i havehuset, når han underviste Grundtvigs søn Frederik Lange Grundtvig. Da Grundtvig var død, rådede familiens ven C.F. Tietgen digterpræstens enke til at sælge Store Tuborg, eftersom Tietgen selv var i færd med at opføre Tuborg på den anden side af Strandvejen. Det nye anlæg ville berøve enken havudsigten. Store Tuborg blev derfor solgt til grosserer Johan Hansen (den ældre). Her opholdt hans familie, deriblandt hans søn af samme navn, Johan Hansen (den yngre), sig om sommeren.
Præsten Hermann Koch stiftede i 1910 Ensomme Gamles Værn (EGV), som i 1915 overtog Store Tuborg og omdannede det til plejehjem. Der blev indrettet værelser til 15 beboere, og stedet blev ramme om sommerstævner i haven, studentermøder op mod jul og nytårssammenkomster for EGV's damekredse. I 1919 købte EGV ejendommen. I 1929 blev der tilbygget en sydfløj og i 1954 en nordfløj, så anlægget kom op på 90 værelser. I 1966 blev selve den oprindelige villa revet ned.
Senere overgik plejehjemmet til Københavns Kommune. 1. april 2001 blev plejehjemmet nedlagt og 2002 ombygget og udvidet for Centerplan A/S af Gröning Arkitekter ApS til henholdsvis 16 ejerlejligheder og hovedsæde for forsikringsselskabet Willis A/S.